# 20 ديسمبر
- السبت
- الأحد
- الاثنين
- الثلاثاء
- الأربعاء
- الخميس
- الجمعة

- 298 جمادى الآخرة 1447  هـ
- 309 جمادى الآخرة 1447  هـ
- 110 جمادى الآخرة 1447  هـ
- 211 جمادى الآخرة 1447  هـ
- 312 جمادى الآخرة 1447  هـ
- 413 جمادى الآخرة 1447  هـ
- 514 جمادى الآخرة 1447  هـ
- 615 جمادى الآخرة 1447  هـ
- 716 جمادى الآخرة 1447  هـ
- 817 جمادى الآخرة 1447  هـ
- 918 جمادى الآخرة 1447  هـ
- 1019 جمادى الآخرة 1447  هـ
- 1120 جمادى الآخرة 1447  هـ
- 1221 جمادى الآخرة 1447  هـ
- 1322 جمادى الآخرة 1447  هـ
- 1423 جمادى الآخرة 1447  هـ
- 1524 جمادى الآخرة 1447  هـ
- 1625 جمادى الآخرة 1447  هـ
- 1726 جمادى الآخرة 1447  هـ
- 1827 جمادى الآخرة 1447  هـ
- 1928 جمادى الآخرة 1447  هـ
- 2029 جمادى الآخرة 1447  هـ
- 211 رجب 1447  هـ
- 222 رجب 1447  هـ
- 233 رجب 1447  هـ
- 244 رجب 1447  هـ
- 255 رجب 1447  هـ
- 266 رجب 1447  هـ
- 277 رجب 1447  هـ
- 288 رجب 1447  هـ
- 299 رجب 1447  هـ
- 3010 رجب 1447  هـ
- 3111 رجب 1447  هـ
- 112 رجب 1447  هـ
- 213 رجب 1447  هـ

20 ديسمبر أو 20 كانون الأوَّل أو يوم 20\12 (اليوم العشرون من الشهر الثاني عشر) هو اليوم الرابع والخمسون بعد الثلاثمائة (354) من السنة، أو الخامس والخمسون بعد الثلاثمائة (355) في السنوات الكبيسة، وفقًا للتقويم الميلادي الغربي (الغريغوري). يبقى بعده 11 يومًا على انتهاء السنة.

## أحداث
- 1192 - دوق النمسا ليوبولد الخامس يسجن ملك إنجلترا ريتشارد الأول وهو في طريقه إلى موطنه في إنجلترا وذلك بعد توقيعه لمعاهدة مع صلاح الدين الأيوبي لإنهاء الحملة الصليبية الثالثة.
- 1334 - انتخاب البابا بندكت الثاني عشر.
- 1522 – سقوط جزيرة رودس في أيدي العثمانيين بعد حصار دام ستة أشهر.
- 1803 - الفرنسيون يسلمون نيو أورلينز ولويزيانا إلى الولايات المتحدة التي قامت بشرائها.
- 1917 ـ تأسيس الاستخبارات السوفييتية (كي جي بي).
- 1970 - اندلاع أعمال شغب كوزا احتجاجًا على الوجود العسكري الأمريكي في أوكيناوا.
- 1973 - اغتيال رئيس الوزراء الإسباني لويس كاريرو بلانكو وذلك بتفجير سيارة مفخخة في العاصمة مدريد.
- 1982 - ياسر عرفات ومعه ما يقارب الأربعة آلاف مقاتل فلسطيني يغادرون مدينة طرابلس وذلك بعد الاجتياح الإسرائيلي للبنان.
- 1989 - الولايات المتحدة ترسل قواتها إلى بنما وذلك لإزاحة رئيسها مانويل نورييغا.
- 1995 - قوات حلف شمال الأطلسي تبدأ بالانتشار في البوسنة والهرسك وذلك لإحلال السلام بعد الحروب الدموية التي جرت بين العرقيات الصربية والكرواتية والمسلمة.
- 1999 - مقاطعة ماكاو تعود إلى السيادة الصينية وذلك بعد استعمار برتغالي دام 99 سنة.
- 2001 - الجمعية العامة للأمم المتحدة تتبنى قراراً يحث العراق على الإطلاق الفوري لكافة الأسرى والمرتهنين الكويتيين وغيرهم من جنسيات أخرى من السجون العراقية.
- 2004 - عصابة من اللصوص تسرق مبلغ 26,500,000 جنيه إسترليني من البنك الشمالي في بلفاست بأيرلندا الشمالية، وهي واحدة من أكبر عمليات السطو على البنوك في تاريخ المملكة المتحدة.
- 2013 - إخلاء سبيل رجل الأعمال الروسي ميخائيل خودوركوفسكي بموجب عفو رئاسي خاص بعد عشر سنوات من سجنه.
- 2014 - نادي ريال مدريد الإسباني يفوز ببطولة كأس العالم لأندية كرة القدم للمرة الأولى في تاريخه عقب فوزه على نادي سان لورنزو الأرجنتيني بهدفين مقابل لا شيء في البطولة التي أقيمت بالمغرب.
- 2015 - نادي برشلونة الإسباني يتوج بكأس العالم للأندية لكرة القدم 2015 بعد فوزه 3-0 أمام ريفر بليت الأرجنتيني.
- 2016 -
  - مقتل أكثر من 30 شخصاً جرّاء احتجاجات شعبية في جمهورية الكونغو الديمقراطية ضد الرئيس الكونغولي جوزيف كابيلا المنتهية ولايته.
  - انفجار متجر للألعاب النارية يسفر عن مقتل 35 شخصاً وإصابة 59 آخرين شمال العاصمة المكسيكية مكسيكو سيتي.
- 2020 - فوز ممدوح السبيعي المعروف باسم «بيج رامي» بلقب مستر أولمبيا 2020، ليكون بذلك أول مصري وثاني عربي يفوز بالبطولة.
- 2024 - هجوم بسيارة في سوق عيد الميلاد بمدينة مغدبورغ الألمانية يودي بحياة خمسة أشخاص وإصابة ما يزيد عن مائتين.

## مواليد
- 1494 - أورونس فينيه، عالم رياضيات وراسم خرائط فرنسي.
- 1537 - يوهان الثالث، ملك السويد.
- 1841 - فرديناد بويسون، سياسي فرنسي حاصل على جائزة نوبل للسلام عام 1927.
- 1874 – ماري آن بيفان.
- 1890 - ياروسلاف هايروفسكي، عالم كيمياء وفيزياء تشيكي حاصل على جائزة نوبل في الكيمياء عام 1959.
- 1906 - بشر فارس، كاتب مسرحي ومؤرخ وشاعر لبناني مصري.
- 1907 - هوراس ترينت، فيزيائي أمريكي.
- 1917 - ديفيد بوم، عالم فيزياء أمريكي.
- 1921 - محمد رضا، ممثل مصري.
- 1927 - كيم يونغ سام، رئيس كوريا الجنوبية السابع.
- 1929 - سليم الحص، رئيس وزراء لبنان.
- 1932 - جون هيلرمان، ممثل أمريكي.
- 1951 - حاتم الجبلي، سياسي مصري.
- 1960 - حنان جويفل، طبيبة وأكاديمية مصرية.
- 1961 -
  - محمد فؤاد، مغني مصري.
  - صهيب بن الشيخ، سياسي فرنسي من أصل جزائري.
- 1970 - سهيل خان، مخرج هندي.
- 1973 - بيتر سمعان، ممثل لبناني.
- 1975 - بارتوش بوساتسكي، لاعب كرة قدم بولندي.
- 1978 - جيريمي نجيتاب، لاعب كرة قدم كاميروني.
- 1980 -
  - أشلي كول، لاعب كرة قدم إنجليزي.
  - مارتن ديميكيليس، لاعب كرة قدم أرجنتيني.
- 1983 - جونا هيل، ممثل أمريكي.
- 1990 - جوجو، مغنية أمريكية.
- 1998 - كيليان مبابي، لاعب كرة قدم فرنسي من أصل كاميروني.

## وفيات
- 1216 - سعيد بن حمزة النيلي، كاتب ديواني وشاعر كوفي.
- 1295 - مارغريت بروفانس، ملكة فرنسية.
- 1355 - ستيفان دوسان، إمبراطور الصرب.
- 1937 - إريش لودندورف، عسكري ألماني.
- 1968 - جون ستاينبيك، كاتب وروائي أمريكي حاصل على جائزة نوبل في الأدب عام 1962.
- 1973 - لويس كاريرو بلانكو، رئيس وزراء إسبانيا.
- 1975 - فؤاد أبو غانم، شاعر لبناني.
- 1994 - دين راسك، سياسي أمريكي.
- 1996 - كارل ساغان، عالم فلك أمريكي.
- 1998 - آلن لويد هودجكين، عالم كيمياء حيوية إنجليزي حاصل على جائزة نوبل في الطب عام 1963.
- 1999 - هانك سنو، مغني كندي.
- 2001 - ليوبولد سنغور، رئيس السنغال الأول.
- 2006 - إلكان بلاوت، عالم كيمياء حيوية أمريكي.
- 2008 - عبد الفتاح سكر، ملحن سوري.
- 2009 -
  - حسين المنتظري، عالم مسلم إيراني.
  - بريتاني ميرفي، ممثلة أمريكية.
- 2012 - محيي الدين عبد المحسن، ممثل مصري.
- 2016 - أبو المعاطي أبو النجا، أديب وروائي مصري.
- 2020 ناصر صباح الأحمد الصباح، سياسي كويتي.

## أعياد ومناسبات
- اليوم الوطني في ماكاو.

## وصلات خارجية
- وكالة الأنباء القطريَّة: حدث في مثل هذا اليوم.
- النيويورك تايمز: حدث في مثل هذا اليوم.
- BBC: حدث في مثل هذا اليوم.